# Geometria combinatoria
Con il termine geometria combinatoria (o combinatorica) si intende il settore della matematica che studia insiemi finiti o al più numerabili di oggetti (interi, stringhe, nodi e collegamenti, punti e linee, configurazioni discrete, insiemi finiti, ...) che soddisfano proprietà tendenzialmente legate solo a relazioni di appartenenza e di ordine. Branche della geometria combinatoria sono la teoria dei grafi, la teoria dei disegni, il calcolo combinatorio, la teoria dei codici.
Si propone di studiare sul piano matematico le situazioni pratiche ed i relativi problemi i cui aspetti essenziali si possono esprimere con modelli discreti. Esempi di queste situazioni sono una rete,  le disposizioni delle persone intorno ad un tavolo circolare, le estrazioni di palline di colori diversi da un'urna, le disposizioni dei pezzi del gioco degli scacchi su una scacchiera, i codici utilizzati per trasmettere dati nello spazio, nei compact disc, nel DNA, etc.
| Controllo di autorità | Thesaurus BNCF 19322 · LCCN (EN) sh85028805 · BNF (FR) cb11970091f (data) · J9U (EN, HE) 987007543269105171 |